# Paramachaerium schunkei
Paramachaerium schunkei là một loài rau đậu thuộc họ Fabaceae.
Loài này chỉ có ở Peru.